# Treffléan
Treffléan (bret. Trevlean) – miejscowość i gmina we Francji, w regionie Bretania, w departamencie Morbihan.
Według danych na rok 1990 gminę zamieszkiwało 1441 osób, a gęstość zaludnienia wynosiła 79 osób/km² (wśród 1269 gmin Bretanii Treffléan plasuje się na 434. miejscu pod względem liczby ludności, natomiast pod względem powierzchni na miejscu 550.).